# Hertogsvis
Holacanthus tricolor is een  straalvinnige vissoort uit de familie van engel- of keizersvissen (Pomacanthidae). De geldige wetenschappelijke naam van de soort is voor het eerst gepubliceerd in 1795 door Bloch. Andere veel voorkomende namen zijn  cohubba, catakineta en gele nanny.
De volwassen vis is meestal geel en wordt richting de staart steeds blauwer. De staartvin zelf is weer geel. Borstvin en buikvin zijn geel, de lippen en rand van de rugvin en de vin rond de anus zijn donkerblauw. De volgroeide Hertogsvis meet zo'n 25 cm.
De Hertogsvis voedt zich voornamelijk met sponzen, kwallen en koralen; plankton en algen behoren ook tot het dieet. De vis heeft echter sponzen nodig om te kunnen overleven.
Haar leefgebied bevindt zich in de riffen van de tropische, westelijke Atlantische oceaan tot aan de Noordelijke Golf van Mexico, op diepten van tussen de 3 en 92 meter.
De volwassen vissen verblijven het hele jaar door in paren bijeen, wat duidt op een langdurige en monogame band. De voortplanting geschiedt rechtop, staand in het water, de buiken dicht tegen elkaar in wolken van sperma en eieren. Het vrouwtje produceert 25.000 tot 75.000 eieren per dag en tot 10 miljoen eieren tijdens elke paai-cyclus. De eieren zijn doorzichtig, drijvend in een waterkolom. Ze komen na 15 tot 20 uur uit in larven, die geen effectieve ogen, vinnen of zelfs darmen hebben. De grote dooierzak wordt na 48 uur geabsorbeerd, waarna de larven normale kenmerken van vrij rondzwemmende jongen beginnen te ontwikkelen. Gedurende 3 tot 4 weken voeden zij zich met plankton en bereiken een lengte van 1,5 tot 2 centimeter en nestelen zich op de bodem.
De soort staat op de Rode Lijst van de IUCN als niet bedreigd, beoordelingsjaar 2009. De omvang van de populatie is volgens de IUCN stabiel.